# Joachim Prinz
Joachim Prinz (10. května 1902 Bierdzan – 30. září 1988 Livingston) byl německo-americký rabín, který otevřeně vystupoval proti nacismu a stal se sionistickým vůdcem. Jako mladý berlínský rabín byl nucen čelit nástupu nacismu a nakonec v roce 1937 emigroval do Spojených států amerických. Tam se stal místopředsedou Světového židovského kongresu, aktivním členem Světové sionistické organizace, otevřeným vůdcem za občanská práva a účastníkem Pochodu na Washington za práci a svobodu.

## Životopis
Narodil se v roce 1902 ve vesnici Bierdzan (u Opolí) v Pruském Slezsku.
Narodil se v židovské rodině. Již v raném dětství ho motivoval rabín a Prinz se začal o judaismus stále více zajímat. V roce 1917 se také připojil k hnutí sionistické mládeže Blau Weiss.
Ve svých 21 letech získal titul Ph.D. z filozofie a jako vedlejší obor vystudoval dějiny umění na Univerzitě Justuse Liebiga Giessen. Na židovském duchovním semináři ve Vratislavi byl vysvěcen na rabína. Oženil se s Lucií Horovitz, dcerou nejvýznamnějšího profesora semináře. Zemřela v Berlíně v roce 1931, krátce po porodu jejich dcery Lucie. V roce 1932 se oženil s Hildou Goldschmidt. Měli spolu čtyři děti: Michaela (narozeného v Berlíně), Jonathana a Deborah (oba narozené ve Spojených státech) a adoptovali další dceru Jo Seelmann, která byla sestřenicí Goldschmidt a která přežila nacistický koncentrační tábor.
S rostoucím významem v Německu a obavami z naplnění Hitlerovy vlády si vysloužil sponzorství rabína Stephena Wise, který byl blízkým poradcem prezidenta Franklina Roosevelta. V roce 1937 Prinz emigroval do Spojených států, kde pronesl kázání na rozloučenou, jehož se zúčastnily tisíce lidí včetně Adolfa Eichmanna. Okamžitě začal po celých Spojených státech přednášet pro organizaci United Palestine Appeal, která byla založena ve 20. letech 20. století jako pobočka pro získávání finančních prostředků ve Spojených státech pro Židovskou agenturu pro Izrael.
Usadil se v New Jersey jako duchovní vůdce chrámu v Newarku.
Zemřel v roce 1988 na infarkt v nemocnici St. Barnabas v Livingstonu ve státě New Jersey. Byl pohřben v B'nai Abraham Memorial Park.

## Dílo
- PRINZ, Joachim. Jüdische Geschichte. Berlín: Verlag für Kulturpolitik, 1931.
- PRINZ, Joachim. Wir Juden. Berlín: Reiss, 1934.
- PRINZ, Joachim. Die Geschichten der Bibel. Berlín: Reiss Verl., 1934.
- PRINZ, Joachim. Der Freitagabend. Berlín: Brandus, 1935. Dostupné online.
- PRINZ, Joachim. Die Reiche Israel und Juda. Berlín: Reiss, 1936.
- PRINZ, Joachim. Das Leben im Ghetto. Berlín: E. Löwe, 1937. Dostupné online.
- PRINZ, Joachim. The Dilemma of the Modern Jew. Boston: Little, Brown, 1962. Dostupné online.
- PRINZ, Joachim. Popes from the ghetto: a view of medieval Christendom. New York: Horizon Press, 1966. Dostupné online.
- PRINZ, Joachim. The secret Jews. New York: Random House, 1973. Dostupné online.
- PRINZ, Joachim. Joachim Prinz, Rebellious Rabbi: An Autobiography—the German and Early American Years. [s.l.]: Indiana University Press, 2008. Dostupné online.